# Aleksandar Komulović
Aleksandar Komulović (lat. Comuleo) (Split, 1548. – Dubrovnik, 11. lipnja 1608.), hrvatski katolički svećenik, diplomat i duhovni pisac.
Nastojao je oko širenja katoličanstva na područjima pod vlašću Otomanskog Carstva; uvršćuju ga među prve pobornike panslavističke ideje.

## Životopis
Potomak je splitske plemićke obitelji Petrak, pripadajući obiteljskoj grani koja se nazivala Komulović. Najvjerojatnije je u Splitu završio škole i bio zaređen za svećenika te je 1572. imenovan kanonikom. Isprva splitski kanonik, zatim Ninski opat, djelovao je u papinskom hrvatskom Zavodu sv. Jeronima u Rimu gdje je 1590. izabran za prvog prepošta od Siksta V. novoosnovanog kaptola ilirskog.  Obavljao razne diplomatske službe za Rimsku kuriju uglavom s ciljem stvaranja saveza kršćanskih vladara sjeveroistočne Europe protiv Turske. Bio je apostolski vizitator katolika u Albaniji, Srbiji, Transilvaniji i Moldaviji (1584. – 1587); papinski izaslanik u Rusiji (1595. i 1597.); apostolski vizitator biskupije Vilna u Litvi (1594. – 1597.). U Rim se vraća iz Poljske 1599. i ulazi u Družbu Isusovu. Predavao je do 1504. hrvatski jezik na Ilirskoj akademiji Rimskog kolegija zajedno s Bartolom Kašićem. Tu tiska svoj prijevod najraširenijeg Belarminovog katekizma  Nauch charstianschi chratach (Roma 1603.)
Godine 1582. tiskao je u Rimu svoje djelo Nauch charstianschi za slovignschi narod, u vlaasti iazich – Dottrina Christiana per la nazione illirica nella propria lingua, prvi hrvatski katekizam. Slijedi strukturu priručnika glasovitoga isusovca sv. Petra Kanizija. Objavio ga je uz pomoć dara od 20 rimskih škuda Bratovštine sv. Jeronima u Sv. Jeronimu. Na pisanje katekizma potaknula ga je prva dalmatinska sinoda nakon Tridentskoga koncila održana u Zadru g. 1579. godine. Djelo spada u pionirska djela katehetske i teološke literature na hrvatskom jeziku i zapravo je prvi izvorni katekizam na hrvatskom području. Prvi puta je na kraju katekizma dodan hrvatsko-latinski tumač pojmova.
Komulović je poslan 1604. u Dubrovnik gdje je ostao do smrti 1608. Tu je uredio prvi hrvatski konfesional, Zarcalo od ispoviesti (Roma 1606. i 1611. godine. U Dubrovniku je 1607. napisao oporuku u kojoj sav svoj imetak daruje za tiskanje hrvatskih knjiga. To je prvi takav primjer u hrvatskoj povijesti.
Tiskar Ginami je na kraju drugog izdanja Komulovićeve knjige Zarçalo od ispoviesti (1611) tiskao prvi prodajni popis hrvatskih knjiga, uz bilješku da se radi o hrvatskim knjigama ("Libri illirici...").

## Djela

### Autorska djela
- 1582. NAVCH CHARSTIANSCHI ZA SLOVIGNSCHI NAROD. V VLAASTI IAZICH. DOTTRINA CHRISTIANA PER LA NATIONE ILLIRICA NELLA PROPRIA LINGVA. Unutarnji naslov: NAVCH CHARSTIANSCHI ZA NAROD SLOVIGNSCHI, SLOXEN. Po poctouanomu Goſpodinu Dom Lexandru Comulouichia Canonicu, i Vlaſtelinu Splitschomu. Mjesto i godina navedeni su na kraju publikacije: IN ROMA, Per Francesco Zanetti. 1582.
- 1606. Zarçalo od ispoviesti Za onieh, Koiſe ceſto Iſpovidayu) i mnoge druggæ ſtvari tumacenæ i ſloxenæ po P. Otçu Aleſſandru Komulovichia Popu od Druxbæ ISVSSOVE. […] In Roma, Appreſſo Bartolomeo Zannetti. MDCXI. [Tiskarska pogreška kod navođenja godine.]

### Prijevod
- 1603. Robert Bellarmino, NAVCH CHARSTYANSCHI CHRATACH Sloxen pò Naredyenyu SFETOGA OC,A PAPE CHLEMENTA OSMOGA Pò Poſctovanomu Ocù ROBERTV BELARMINIV Popù od Druxbe ISVSOVE sadà Prisfitlomu Goſpǫdinu Chardinalu S. R. C., Iſtumacen pò Ocù Alexandru Chomulovichia Popu iſte Druxbe u Yaſich. SLOVINSCHI. Po Naredbi Prisfitloga Goſpodina CINTIA ALDOBRANDINA, Cardinala. S. R. C. Protechtura Narodda. Slovinschoga. In Roma, Apreſſo Luigi Zanetti. 1603.

## Vanjske poveznice
- "Život i smrt don Aleksandra Komulovića", Teo Trostmann, "Hrvatski fokus" 25. listopada 2023. Pristupljeno 5. srpnja 2025.